# Cortodera
Cortodera is een geslacht van kevers uit de familie van de boktorren (Cerambycidae). De wetenschappelijke naam van het geslacht werd voor het eerst geldig gepubliceerd in 1863 door Étienne Mulsant.

## Soorten
- Cortodera aestiva Sama & Rapuzzi, 1999
- Cortodera aksarayensis Özdikmen & Özbek, 2012
- Cortodera alpina (Ménétriés, 1832)
- Cortodera analis (Gebler, 1830)
- Cortodera atra Tamanuki, 1943
- Cortodera baltea Holzschuh, 2003
- Cortodera barri Linsley & Chemsak, 1972
- Cortodera bivittata Linsley & Chemsak, 1972
- Cortodera ciliata Danilevsky, 2001
- Cortodera cirsii Holzschuh, 1975
- Cortodera colchica Reitter, 1890
- Cortodera coniferae Hopping & Hopping, 1947
- Cortodera cubitalis (LeConte, 1861)
- Cortodera differens Pic, 1898
- Cortodera discolor Fairmaire, 1866
- Cortodera falsa (LeConte, 1859)
- Cortodera femorata (Fabricius, 1787)
- Cortodera ferrea Linsley & Chemsak, 1972
- Cortodera flavimana (Waltl, 1838)
- Cortodera fraudis Linsley & Chemsak, 1972
- Cortodera funerea Linsley & Chemsak, 1972
- Cortodera holosericea (Fabricius, 1801)
- Cortodera hroni Danilevsky, 2012
- Cortodera humeralis (Schaller, 1783)
- Cortodera impunctata Hopping & Hopping, 1947
- Cortodera imrasanica Sama & Rapuzzi, 1999
- Cortodera ivanovi Danilevsky, 2013
- Cortodera kaphanica Danilevsky, 1985
- Cortodera khatchikovi Danilevsky, 2001
- Cortodera kiesenwetteri Pic, 1898
- Cortodera kochi Pic, 1935
- Cortodera kokpektensis Danilevsky, 2007
- Cortodera komarovi Danilevsky, 1996
- Cortodera longicornis (Kirby, 1837)
- Cortodera longipilis Pic, 1898
- Cortodera metallica Holzschuh, 2003
- Cortodera militaris (LeConte, 1850)
- Cortodera moldovana Danilevsky, 1996
- Cortodera neali Danilevsky, 2004
- Cortodera nitidipennis (Casey, 1913)
- Cortodera obscurans Pic, 1892
- Cortodera omophloides Holzschuh, 1975
- Cortodera placerensis Hopping & Hopping, 1947
- Cortodera pseudomophlus Reitter, 1889
- Cortodera pumila Ganglbauer, 1882
- Cortodera ranunculi Holzschuh, 1975
- Cortodera reitteri Pic, 1891
- Cortodera robusta Hopping & Hopping, 1947
- Cortodera rubripennis Pic, 1891
- Cortodera schurmanni Sama, 1997
- Cortodera semilivida Pic, 1891
- Cortodera sibirica (Plavilstshikov, 1915)
- Cortodera simulatrix Holzschuh, 1975
- Cortodera spuria (LeConte, 1873)
- Cortodera stolida (Casey, 1924)
- Cortodera subpilosa (LeConte, 1850)
- Cortodera syriaca Pic, 1901
- Cortodera tatianae Miroshnikov, 2011
- Cortodera thorpi Linsley & Chemsak, 1972
- Cortodera tibialis (Marseul, 1876)
- Cortodera transcaspica Plavilstshikov, 1936
- Cortodera tuberculicollis Linsley & Chemsak, 1972
- Cortodera turgaica Danilevsky, 2001
- Cortodera uniformis Holzschuh, 1975
- Cortodera ussuriensis Tsherepanov, 1978
- Cortodera vanduzeei Linsley & Chemsak, 1972
- Cortodera vicina Pic, 1914
- Cortodera villosa Heyden, 1876
- Cortodera wewalkai Holzschuh, 1995
- Cortodera wittmeri Holzschuh, 1995
- Cortodera zoiai Pesarini & Sabbadini, 2009

## Synoniemen
- Taiwanocarilia Tamanuki, 1943 (Type: Gaurotes ater)